# Winter-Universiade 2017/Biathlon
Bei der Winter-Universiade 2017 wurden neun Wettkämpfe im Biathlon ausgetragen.

## Bilanz

### Medaillenspiegel
| Platz  | Land       | Gold | Silber | Bronze | Gesamt |
| ------ | ---------- | ---- | ------ | ------ | ------ |
| 1      | Russland   | 3    | 4      | 5      | 12     |
| 2      | Kasachstan | 3    | 3      | 2      | 8      |
| 3      | Frankreich | 2    | –      | –      | 2      |
| 4      | Ukraine    | 1    | 2      | 2      | 5      |
| Gesamt | Gesamt     | 9    | 9      | 9      | 27     |

### Medaillengewinner

#### Männer
| Disziplin          | Gold              | Silber         | Bronze            |
| ------------------ | ----------------- | -------------- | ----------------- |
| 10 km Sprint       | Semjon Sutschilow | Dmitri Iwanow  | Roman Jeremin     |
| 12,5 km Verfolgung | Sergei Korastylew | Dmitri Iwanow  | Semjon Sutschilow |
| 15 km Massenstart  | Baptiste Jouty    | Roman Jeremin  | Anton Pantow      |
| 20 km Einzel       | Baptiste Jouty    | Jewgeni Pyasik | Semjon Sutschilow |

#### Frauen
| Disziplin           | Gold                 | Silber               | Bronze               |
| ------------------- | -------------------- | -------------------- | -------------------- |
| 7,5 km Sprint       | Galina Wischnewskaja | Jana Bondar          | Anastassija Jegorowa |
| 10 km Verfolgung    | Nadija Bjelkina      | Olga Schesterikowa   | Larissa Kuklina      |
| 12,5 km Massenstart | Galina Wischnewskaja | Jana Bondar          | Larissa Kuklina      |
| 15 km Einzel        | Alina Raikowa        | Galina Wischnewskaja | Nadija Bjelkina      |

#### Mixed
| Disziplin                     | Gold                                                                           | Silber                                                                        | Bronze                                                             |
| ----------------------------- | ------------------------------------------------------------------------------ | ----------------------------------------------------------------------------- | ------------------------------------------------------------------ |
| 2 × 6 km + 2 × 7,5 km Staffel | RusslandLarissa Kuklina Olga Schesterikowa Semjon Sutschilow Sergei Korastylew | KasachstanGalina Wischnewskaja Darja Ussanowa Wassili Podkorytow Anton Pantow | UkraineNadija Bjelkina Jana Bondar Maksym Iwko Artem Tyschtschenko |